# شب جهنمی مبارک
شب جهنمی مبارک (به انگلیسی: Happy Hell Night) فیلمی محصول سال ۱۹۹۱ و به کارگردانی برایان اوونز است. در این فیلم بازیگرانی همچون نیک گریگوری، درن مک‌گون، فرانک جان هیوز، سم راکول، یانز ورخووتس و جورجا فاکس ایفای نقش کرده‌اند.